# 伯米吉 (明尼苏达州)
伯米吉（英語：Bemidji）是一個位於美國明尼蘇達州貝爾特拉米縣的都市。根據2010年美國人口普查，該地共人口13，431人，而該地的面積約為36.62平方千米。同時該地也是貝爾特拉米縣的縣治。

## 地理
伯米吉的座標為47°28′25″N 94°52′49″W / 47.47361°N 94.88028°W，而該地的平均海拔高度為416米（即1365英尺）。